# 近藤利一
近藤 利一（こんどう りいち、1942年9月1日 - 2019年11月17日）は、日本の実業家、馬主。
日本中央競馬会（JRA）の馬主として「アドマイヤ」の冠名で知られ、死去までにJRAの重賞60勝（うちGI級競走13勝）を挙げた。前妻は近藤英子で、同じく馬主として著名。
代表を務めていた合建株式会社は、大阪府大阪市北区にあるはつり・建築解体工事会社。

## 経歴・人物
1942年、徳島県出身。大阪府で出会った近藤英子と結婚し、夫婦で合建株式会社を立ち上げた。のちに英子とは離婚し、旬子を後妻に迎えている。
2019年夏にがんを罹患していることを公表し闘病していたが、同年11月17日早朝、大阪市内の病院で死去。77歳没。

### 大相撲と近藤
- 大相撲力士・小錦の後援会長を務めていたことがある[6]。
- 2007年8月には、横綱・朝青龍を巡る騒動の最中に朝青龍の自宅を訪ねたことで、有力な支援者であることが判明。2008年5月には、日本相撲協会から「木戸御免証」を贈られたと報道された[7]。
- 2008年10月には、出身地の三好市で行われた巡業の勧進元を務めた[3]。

## 馬主活動

近藤の勝負服

日本中央競馬会（JRA）に登録する馬主として知られた。勝負服の柄は水色、白袖、青鋸歯形模様、冠名には英語で「賞賛・感心」を意味する「アドマイヤ（Admire）」を用い、日本を代表する馬主の一人として多くの所有馬を保有していた。所有馬は自身のイニシャルである「RK」の刺繍が入ったメンコをつけている場合が多い。預託する厩舎は橋田満・松田博資・友道康夫・中尾秀正など。特に橋田を重用しており、毎年所有馬を預けていた。その理由として、「私が馬主になったのと、彼が調教師になったのが、同じ年」だからということと、「ダービーを勝った調教師は然るべき処遇をされるべき」と考えているからだとしていた。また、馬主として活躍する金子真人、関口房朗の2名と並び、それぞれの頭文字から「キンコンカン（金、近、関）」と呼ばれることもあった。
近藤自身は、元々はギャンブルは嫌いであったが、友人に競馬場に誘われたことをきっかけに競馬に興味を持ち、1984年に中央競馬の馬主資格を取得した。初めての持ち馬はカイタイオーという馬で、中央で1勝を挙げている。管理調教師は先述のように後年まで預託することになる橋田満であった。また、競馬は紳士の競技であるとの考えから、マナーを弁えない競馬ファンの存在を嘆く一方、毎年老人福祉のため妻名義で大阪市役所や所有馬のファンクラブなどに賞金の一部をそれぞれ寄付するなど、篤志家としての側面もあった。
馬主同士の関わりとしては、元プロ野球投手の佐々木主浩と親交があった。アドマイヤマジンという馬を共同で所有していたこともある。
なお、前妻である近藤英子は馬主として2007年の皐月賞で所有馬のヴィクトリーが勝利を収めているほか、2009年に8歳でGI級競走を2勝したカンパニーはJRA賞特別賞を受賞している。英子の所有馬には冠名は付けられていないが、グレースアドマイヤなど「アドマイヤ」の名を持つ競走馬も所有している。

### 成績
1996年にアドマイヤボサツで初めて中央競馬の重賞（平安ステークス）を制覇。1999年にアドマイヤベガで東京優駿（日本ダービー）を制してからは毎年のようにGI競走に所有馬を送り出しており、2005年にはGI競走21レースのうち15レースに出走を果たし、リーディングオーナーランキングでも個人馬主としては1位を獲得した (総合では5位) 。
2007年にはアドマイヤムーンがドバイデューティーフリーに優勝し、海外G1を初めて制覇した。そして春のGI戦線を締め括る宝塚記念でも優勝。その後アドマイヤムーンをダーレー・ジャパンに金銭トレードしたことでも話題となった。
2008年は年明けからアドマイヤフジやアドマイヤモナークなどが重賞を制し、5月4日の天皇賞（春） までに所有馬が重賞を7勝する活躍をみせ、その天皇賞（春）では個人馬主としてGI史上最多及び天皇賞史上最多タイとなる4頭の所有馬を出走させた。その内のアドマイヤジュピタが優勝し、所有馬の中央競馬GI通算10勝目となった。なお、その前日に行われた青葉賞をアドマイヤコマンドが制しており、土日重賞制覇も達成している。

### 武豊との関係
かつては所有馬の鞍上に執拗に武豊を乗せたがる気質があった。2006年の天皇賞・秋には凱旋門賞から帰国したディープインパクトが出走登録を行っていたが、同じくアドマイヤムーンも出走登録をしていたため「ディープが出走しても豊は譲らん!」という趣旨の発言をしたことで武がどちらを選択するのか注目が集まったが、結局ディープインパクトは同レースを回避した。しかし、2007年の皐月賞で武が騎乗したアドマイヤオーラが1番人気を裏切る4着に敗れると、続いて香港で行われたクイーンエリザベス2世カップでアドマイヤムーンが3着と敗れる。これらの武の騎乗に近藤は激怒し、長年続いていた武と近藤のタッグは事実上の解消となってしまった。
しかし、2017年産のディープインパクト産駒のアドマイヤビルゴについては近藤が武の騎乗を希望していた。だが、体格が小さいこともあり本馬のデビューは2020年となり、2019年に死去した近藤はこの馬の走りを見ることはできなかった。その後、1月19日のデビュー戦では生前の意向により武豊が騎乗。その結果、1番人気に応える勝利を見せ、10年以上振りに袖を通した「アドマイヤ」の勝負服での近藤の弔い試合を制することが出来た。

## 主な所有馬

### GI・JpnI級競走優勝馬
- アドマイヤコジーン（1998年朝日杯3歳ステークス、東京スポーツ杯3歳ステークス、2002年安田記念、東京新聞杯、阪急杯、スプリンターズステークス2着、高松宮記念2着）
- アドマイヤベガ（1998年ラジオたんぱ杯3歳ステークス、1999年東京優駿、京都新聞杯、）
- アドマイヤドン（2001年朝日杯フューチュリティステークス、2002年JBCクラシック、2003年マイルチャンピオンシップ南部杯、JBCクラシック、エルムステークス、ジャパンカップダート2着、2004年フェブラリーステークス、帝王賞、JBCクラシック、ジャパンカップダート2着、マイルチャンピオンシップ南部杯2着）
- アドマイヤグルーヴ（2003年エリザベス女王杯、ローズステークス、秋華賞2着、2004年エリザベス女王杯、マーメイドステークス、2005年阪神牝馬ステークス）
- アドマイヤホープ（2003年全日本2歳優駿、北海道2歳優駿）
- アドマイヤマックス（2001年東京スポーツ杯2歳ステークス、2003年安田記念2着、2004年富士ステークス、2005年高松宮記念）
- アドマイヤムーン（2005年札幌2歳ステークス、2006年弥生賞、札幌記念、共同通信杯、香港カップ2着、2007年ドバイデューティーフリー、宝塚記念、京都記念）[注 4]
- アドマイヤジュピタ（2007年アルゼンチン共和国杯、2008年天皇賞・春、阪神大賞典）
- アドマイヤラクティ（2013年ダイヤモンドステークス、2014年コーフィールドカップ）
- アドマイヤリード（2017年ヴィクトリアマイル）
- アドマイヤマーズ（2018年朝日杯フューチュリティステークス、デイリー杯2歳ステークス、2019年NHKマイルカップ、香港マイル）

### 重賞競走優勝馬
- アドマイヤボサツ（1995年平安ステークス、東京大賞典、開設記念）
- アドマイヤマンボ（1998年全日本3歳優駿）
- アドマイヤゴールド（1998年エーデルワイス賞）
- アドマイヤタッチ（1999年兵庫ジュニアグランプリ）
- アドマイヤボス（2000年セントライト記念）
- アドマイヤカイザー（2001年エプソムカップ）
- アドマイヤビッグ（2003年東京スポーツ杯2歳ステークス）
- アドマイヤジャパン（2005年京成杯、菊花賞2着、皐月賞3着）
- アドマイヤフジ（2006年日経新春杯、2008年中山金杯、2009年中山金杯）
- アドマイヤメイン（2006年青葉賞、毎日杯、東京優駿2着、菊花賞3着）
- アドマイヤキッス（2006年ローズステークス、チューリップ賞、愛知杯、桜花賞2着、2008年京都牝馬ステークス）
- アドマイヤオーラ（2007年弥生賞、シンザン記念、東京優駿3着、2008年京都記念）
- アドマイヤホクト（2007年ファルコンステークス）
- アドマイヤモナーク（2008年日経新春杯、ダイヤモンドステークス、有馬記念2着）
- アドマイヤコマンド（2008年青葉賞）
- アドマイヤスバル（2009年白山大賞典、JBCスプリント2着、2010年ジャパンカップダート3着、かしわ記念3着、JBCクラシック3着）
- アドマイヤコスモス（2011年福島記念）
- アドマイヤロイヤル（2012年マイルチャンピオンシップ南部杯3着、2013年プロキオンステークス、2014年マイルチャンピオンシップ南部杯3着）
- アドマイヤサガス（2014年北海道スプリントカップ）
- アドマイヤデウス（2015年日経新春杯、日経賞）
- アドマイヤエイカン（2015年札幌2歳ステークス）
- アドマイヤミヤビ（2017年クイーンカップ、優駿牝馬3着）

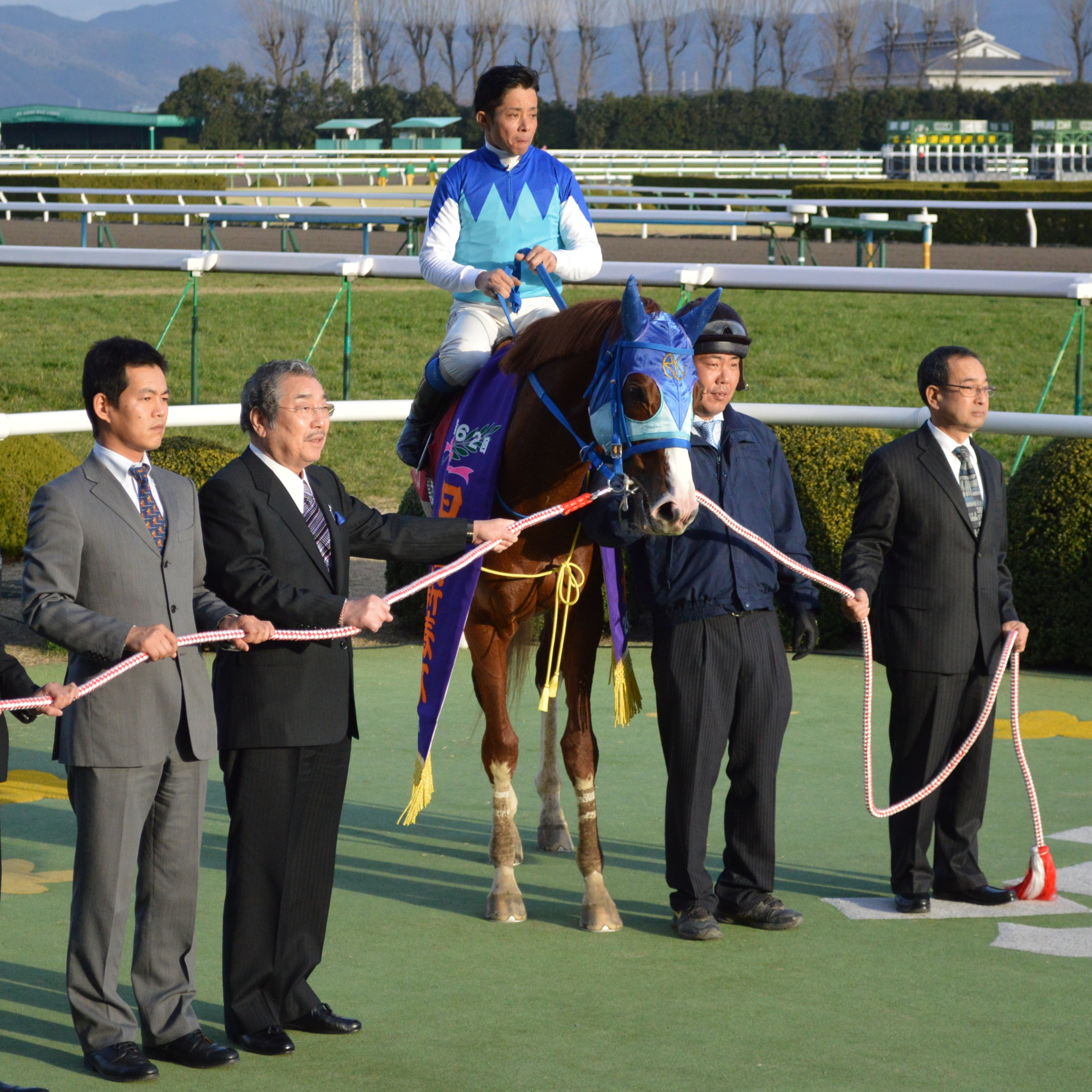
アドマイヤデウス（左から2人目が近藤）

### その他の所有馬
- カイタイオー（初めての所有馬、中央競馬1勝）
- アドマイヤサンデー（トールポピーなど重賞勝ち馬3頭の母）
- アドマイヤキラメキ（トーセンスターダムなど重賞勝ち馬2頭の母）
- ミラクルアドマイヤ（カンパニーの父）
- アドマイヤタイシ（GⅢ2着6回、うち5回を連続かつ異なる競馬場で達成）

### 近藤旬子の所有馬
- アドマイヤマーズ（利一の没後に名義変更）

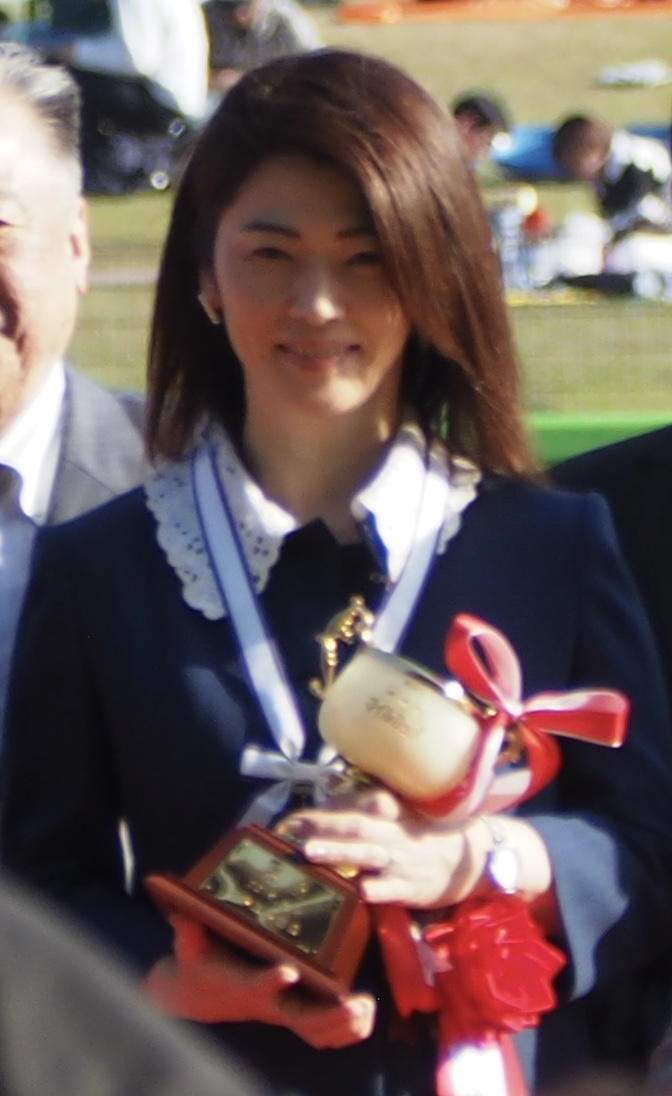
近藤旬子

- アドマイヤジャスタ（利一の没後に名義変更、2020年函館記念））
- アドマイヤビルゴ（2020年若葉ステークス、アンドロメダステークス）
- アドマイヤハダル（2021年若葉ステークス、2022年中山記念3着）
- アドマイヤベル（2024年フローラステークス）
- アドマイヤズーム（2024年朝日杯フューチュリティステークス）
- アドマイヤデイトナ（2025年UAEダービー)
- アドマイヤマツリ（2025年福島牝馬ステークス)
- アドマイヤテラ（2025年目黒記念)

## 主な表彰馬
JRA賞
- 最優秀2歳牡馬

アドマイヤコジーン（1998年）、アドマイヤドン（2001年）、アドマイヤマーズ（2018年）
- 最優秀4歳以上牝馬

アドマイヤグルーヴ（2004年）
- 最優秀短距離馬

アドマイヤコジーン（2002年）
- 最優秀ダートホース

アドマイヤドン（2003年・2004年）
NARグランプリ
- 特別表彰馬

アドマイヤドン（2003年）
ダートグレード競走最優秀馬
アドマイヤドン（2003年・2004年）